# 페샤와르 박물관

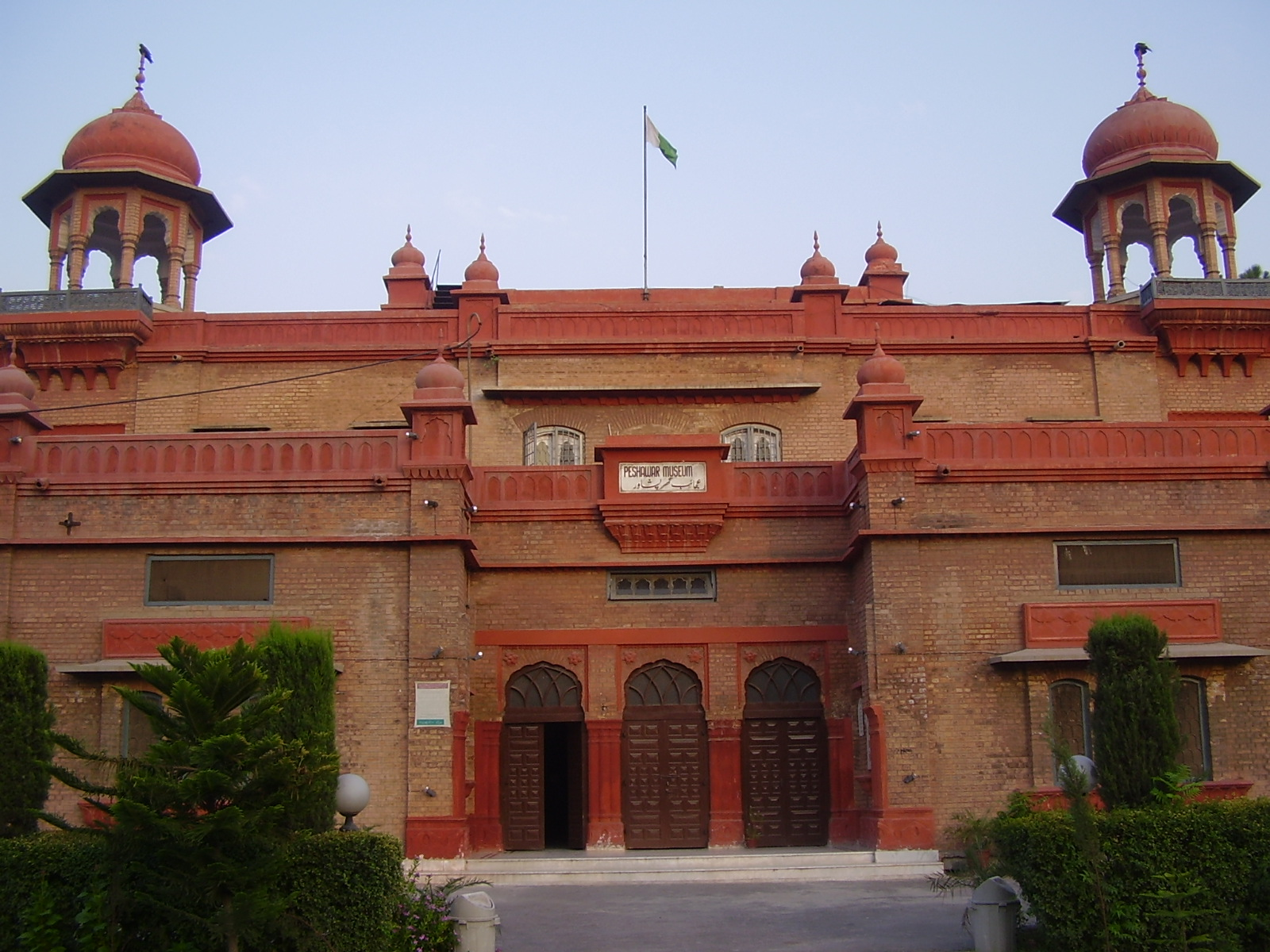

페샤와르 박물관(Peshawar Museum, پشاور عجائب گھر)은 파키스탄 카이베르파크툰크와주의 주도인 페샤와르에 위치한 박물관이다.
간다라 미술의 컬렉션으로는 라호르 박물관과 함께 세계 최대 최고를 자랑하는 박물관의 하나이다. 홀과 복도에는 갖가지 불상들이 줄지어 있다.